# Tafaia viridiaenea
Tafaia viridiaenea är en skalbaggsart som beskrevs av Valck Lucassen 1939. Tafaia viridiaenea ingår i släktet Tafaia och familjen Cetoniidae. Inga underarter finns listade i Catalogue of Life.